# Оркестр русских народных инструментов имени Владимира Давидовича Глейхмана
Оркестр русских народных инструментов имени Владимира Давидовича Глейхмана — любительский музыкальный коллектив города Видное Московской области, основанный в 1949 году. Один из старейших и наиболее известных оркестров народных инструментов в Подмосковье. С 1969 по 2021 год оркестр возглавлял Владимир Давидович Глейхман — советский и российский дирижёр, музыкант и педагог, чьё имя стало неотъемлемой частью истории коллектива. Оркестр становился лауреатом Всесоюзного телевизионного фестиваля народного творчества, выступал в Кремлёвском Дворце съездов, на ВДНХ, в Концертном зале им. Чайковского. Имеет фондовые записи Всесоюзного радио, его выступления транслировались по Центральному телевидению. С 2021 года художественным руководителем и главным дирижёром оркестра является Александр Владимирович Лисовец.

## История
Оркестр был основан как ансамбль русских народных инструментов в 1949 году при клубе строителей Московского коксогазового завода на Временном посёлке (позже — Дом культуры города Видное) по инициативе рабочего-монтажника Ивана Малюги. Несмотря на то что не хватало не только инструментов, но и нот, самодеятельные артисты, в числе которых были Вячеслав Головин, Иван Малюга, Михаил Темерёв, Борис Тюрин и Михаил Чубковец, до поздней ночи репетировали программу.В 1969 году художественным руководителем оркестра стал Владимир Давидович Глейхман — выпускник Государственного музыкально-педагогического института им. Гнесиных. Он несколько десятилетий руководил коллективом, значительно расширив репертуар и улучшив исполнительское мастерство музыкантов. Под его руководством оркестр приобрёл известность на всесоюзных и международных конкурсах. При Владимире Давидовиче коллектив долгое время носил название «Муниципальный оркестр русских народных инструментов города Видное».
В 2021 году, после смерти Владимира Глейхмана, оркестр был переименован в «Оркестр русских народных инструментов имени Владимира Давидовича Глейхмана», в честь его вклада в развитие коллектива и народной музыки. В том же году оркестр возглавил музыкант Александр Владимирович Лисовец. Он продолжил традиции своего предшественника, а также привнес новые идеи в работу коллектива.

## Творческая деятельность
Репертуар оркестра охватывает широкий спектр музыкальных стилей, включая русские народные песни, обработки народной музыки, а также произведения современных отечественных композиторов. Оркестр активно участвует в культурной жизни Московской области, проводит концерты, участвует в фестивалях, а также гастролирует по России и за рубежом.

## Руководители оркестра
- 1954—1969 гг. — Н. Кузнецов[1]
- 1969—2021 гг. — Владимир Давидович Глейхман — заслуженный работник культуры РСФСР, профессор, дирижёр, педагог
- С 2021 г. — Александр Владимирович Лисовец — дирижёр, преподаватель по классу аккордеона и баяна

## Награды и достижения
Оркестр имеет множество наград и достижений. Он становился лауреатом различных музыкальных конкурсов и фестивалей, включая международные.
Среди них:
- Всесоюзный телевизионный фестиваль народного творчества (1972 год),
- Первый Всесоюзный фестиваль самодеятельного творчества трудящихся (1977 год, лауреат)[5]
- Второй Всесоюзный фестиваль самодеятельного творчества трудящихся (лауреат)[5]
- Третий Всесоюзный фестиваль самодеятельного творчества трудящихся (лауреат)[5]
- Всесоюзного конкурса на лучшее исполнение советской патриотической песни (1982 г.)
- Премия комсомола Подмосковья (лауреат)[5]
- Международный конкурс оркестров народных инструментов в Голландии (дипломант).
- Победитель Международного фестиваля в Германии (победитель)
- Фестивали в Бельгии, Франции, Болгарии (лауреат)

Кроме того, оркестр был награждён различными областными и муниципальными наградами за вклад в развитие традиционной музыки и активное участие в культурной жизни региона. Оркестр представлял советское самодеятельное искусство в Болгарии (1973 г.), Чехословакии (1979 г.) трижды в ГДР (1976, 1977 и 1981 г.).